# Rezin
Rezin (o Resin, in ebraico רְצִין‎?; in latino Rasin; Damasco, VIII secolo a.C. – Damasco, 732 a.C.) è stato un re di Aram-Damasco.

## Biografia
Durante il suo regno fu vassallo di re Tiglatpileser III d'Assiria.
Il regno di Rezin finì attorno al 732 a.C. quando Tiglathpileser saccheggiò Damasco ed annesse Aram. Secondo la Bibbia, il sacco di Damasco fu istigato da re Acaz di Giudea e terminò con l'esecuzione di Rezin (Secondo libro dei Re, 16:7-9). L'esecuzione di Rezin non è né confermata né smentita dalle prove raccolte.
Secondo il Secondo libro dei Re, Rezin si alleò con Pekah, figlio di Remaliah, contro Acaz. La sconfitta dei due re viene promessa ad Acaz nella profezia  di Emmanuele (Isaia 7:14), legata alla nascita di un bambino che sarebbe stato un infante, forse l'erede reale di Acaz, Ezechia, quando sarebbe successo.